# Chi Kung
Chi Kung ili Qigong naziv je za vježbe disanja, meditacije i držanja tijela u svrhu kultiviranja i balansiranja mitske životne sile "qi". Qigong se prakticira stoljećima u Kini, te postoje više od 2000 oblika qigonga uključujuću vještine kao što su Tai Chi i Bagua Zhang. Riječ qigong sastoji se od dva dijela: “qi” što znači životna energija i “gong” izraz koji se može prevesti kao vježba, pospješenje ili dobivena korist (kao rezultat vježbanja).
Po teoriji kineske medicine, sve bolesti su posljedica zastoja životne energije u meridijanima i da bi se bolest izliječila neophodno je da se taj zastoj otkloni. U tu svrhu najčešće se koriste prirodni preparati (mahom od ljekovitog bilja ali dijelom i od životinjskog podrijetla ili minerala), akupunktura, akupresura i qigong, neovisno ili u kombinaciji jedni s drugima.
Ne postoje dokazi da je Qigong efektivna metoda liječenja bolesti ili fizikalne terapije. Unatoč tome, može pridonijeti zdravlju pojedinca kao vrsta fizičke aktivnosti.

## Vanjske poveznice
- Udruga Chen Xiaowang Zagreb  Arhivirana inačica izvorne stranice od 4. prosinca 2008. (Wayback Machine)
- službene stranice Tai chi centra Anan-do
- službene stranice Tai chi chuan i Wing chun kluba Mala ideja  Arhivirana inačica izvorne stranice od 17. prosinca 2008. (Wayback Machine)